# Parinvolvulus carinaticollis
Parinvolvulus carinaticollis là một loài bọ cánh cứng trong họ Rhynchitidae. Loài này được Voss miêu tả khoa học năm 1958.